# Grzegorz Kamiński
Grzegorz Andrzej Kamiński (ur. 14 maja 2000 w Starogardzie Gdańskim) – polski koszykarz występujący na pozycjach niskiego lub silnego skrzydłowego, od 2023 zawodnik Krajowej Spółki Spożywczej Arka Gdynia.
16 czerwca 2020 podpisał trzyletnią umowę z Legią Warszawa. 14 czerwca 2023 po raz kolejny w karierze dołączył do Suzuki Arka Gdynia.

## Osiągnięcia
Stan na 8 października 2023, na podstawie, o ile nie zaznaczono inaczej.

### Drużynowe
Seniorów
- Wicemistrz Polski (2022)[5]
- Brązowy medalista mistrzostw Polski (2019)
- Finalista pucharu Polski (2019)
- Uczestnik rozgrywek Eurocup (od 2018)

Młodzieżowe
- Mistrz Polski juniorów starszych (2018, 2020[6])
- Wicemistrz Polski :
  - juniorów starszych (2019)
  - juniorów (2018)
- Uczestnik mistrzostw Polski młodzików (2014)

### Indywidualne
- Najlepszy Młody Zawodnik EBL (2021)[7]
- MVP mistrzostw Polski U–20 (2020)[6]
- Zaliczony do I składu najlepszych zawodników:
  - kolejki EBL/OBL (9 – 2021/2022[8], 1 – 2023/2024[9])
  - grupy A II ligi (2020)[10]
  - mistrzostw Polski:
    - juniorów starszych (2019)
    - juniorów (2018)

### Reprezentacja
- Uczestnik mistrzostw Europy:
  - U–20 (2019 – 15. miejsce)
  - U–18 dywizji B (2018 – 12. miejsce)
  - U–16 (2016 – 15. miejsce)